# ۲-هگزانول
۲-هگزانول (به انگلیسی: 2-Hexanol) با فرمول شیمیایی C۶H۱۴O یک ترکیب شیمیایی با شناسه پاب‌کم ۱۲۲۹۷ است. که جرم مولی آن ۱۰۲٫۱۷۴ g/mol می‌باشد. 
یک مولکول قطبی با توانایی جهت گیری در میدان الکتریکی است و انحلال پذیری بالایی در آب دارد و می تواند پیوند هیدروژنی برقرار کند. 
این مولکول را می توان از واکنش 2-هگزن با آب در محیط اسیدی مانند اسید سولفوریک تهیه کرد. 
این ترکیب با باقی الکل های 6 کربه ایزومر است. 